# Canícula (película de 2002)
Canícula es una comedia española de 2002, dirigida por Álvaro García-Capelo, con un reparto coral. Narra las peripecias de varios personajes que pasan el caluroso mes de agosto en la ciudad de Madrid. 

## Argumento
La desesperante canícula acrecienta los conflictos laborales y personales de los diferentes personajes que llegan a conocerse durante este verano: una ambiciosa periodista, un publicista que acaba de quedarse en el paro, una jueza, un taxista de origen marroquí, etc. Diferentes acontecimientos irán produciendo los encuentros: un accidente de tráfico, un enfrentamiento entre okupas y vecinos, un intento de suicidio, etc.

## Rodaje
Durante el rodaje se produjo la muerte por accidente de un especialista que intentaba simular un suicidio en el Viaducto de Segovia.

## Localizaciones
La película se rodó íntegramente en la ciudad de Madrid, siendo uno de los escenarios principales el Viaducto de Segovia. 